# Bradford (Devon)
Pour les articles homonymes, voir Bradford (homonymie).
Bradford est un village et une paroisse civile du Devon, situé dans l'Angleterre du Sud-Ouest. 